# Ricard Guinó i Boix
Ricard Guinó i Boix (Girona, Gironès, 1890 - Antony, França, 1973) va ser un escultor català. El 1925, va obtenir la ciutadania francesa per naturalització, i el seu nom va passar a ser oficialment Richard Guino.
Membre de l'actiu grup artístic gironí de començaments del segle xx i gran amic de Prudenci Bertrana, esdevingué deixeble i ajudant d'Arístides Maillol. Aquest el recomanà a Auguste Renoir, quan el gran pintor impressionista volgué dedicar-se a l'escultura, però tenia grans dificultats per executar les seves obres a causa d'una malaltia que deformava les seves mans.
Guinó esdevingué així l'executor material de les escultures que Renoir dissenyava. A principis de la dècada del 1970 els tribunals francesos li reconegueren la copaternitat d'aquestes obres, que des d'aleshores han de constar a tot arreu com fetes pels dos artistes.
La seva obra personal és d'un classicisme mediterranista molt pròxim al Noucentisme català.

## Obres
- Renoir Assegut (1917), actualment exposat al Museu d'Història de Girona.
- Retrat de Miquel de Palol (2015), escultura de bronze fosa a partir de l'escultura original en guix de Ricard Guinó, peça exposada al Museu d'Història de Girona.